# Novantinoe solisi
Novantinoe solisi là một loài bọ cánh cứng trong họ Cerambycidae.